# Карагандинский государственный индустриальный университет
Карагандинский индустриальный университет (КарГИУ).

## История

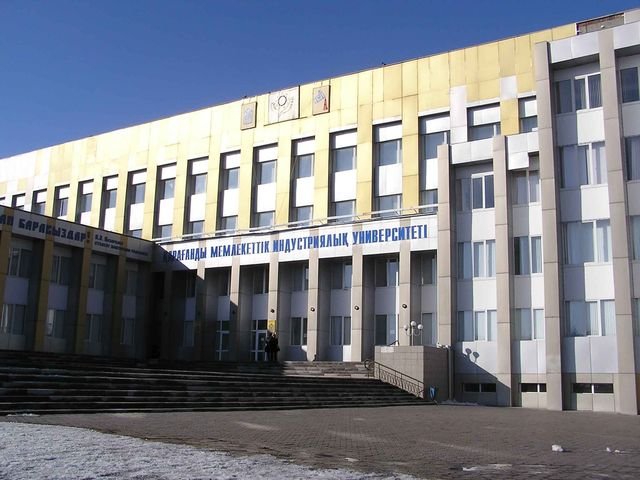

В 1958 году в городе Темиртау открылся филиал Карагандинского политехнического института. В 1963 году на базе филиала был организован ВТУЗ при Карагандинском металлургическом комбинате. В год открытия института в нём был один факультет и 2 кафедры. Из 44 работающих преподавателей трое имели учёную степень. Подготовка кадров осуществлялось по 5 специальностям.
К 1984 году в составе института имелось четыре факультета — металлургический, механико-технологический, инженерно-строительный, вечерний — и подготовительное отделение. Из 26 кафедр двенадцать были выпускающими. Подготовка специалистов велась уже по 9 специальностям. Научные кадры для ВУЗа готовили ЦНИИЧМ, МИСИС.
Создание высшего учебного заведения в молодом индустриальном городе Темиртау было вызвано потребностью в инженерных кадрах промышленных предприятий и строительных организаций страны.
В 2001 году институт прошел аккредитацию в числе первых среди вузов Республики и был преобразован в закрытое акционерное общество «Карагандинский металлургический институт». В 2005 году ЗАО «КарМетИ» был реорганизован в акционерное общество «Карагандинский металлургический институт». В 2006 году на базе Карагандинского металлургического института создан Карагандинский государственный индустриальный университет.
Технологические разработки вуза внедрены на заводах Казахстана, России, Украины. Запатентовано более 50 изобретений.

## Ректоры
Первым ректором вуза был Шумаков Л. Г., вторым Ишмухамедов Н. К., далее Минаев Ю. А., Дылюк А. Г. С 1998 года по 2012 годы университет возглавлял Найзабеков А. Б. C 2012 по 2012 годы институт возглавлял Ибатов М. К. , c 2017 по 2021  Жаутиков, Б. А. c 2024  Жаутиков, Б. А.

## Рейтинги
В рейтинге Независимого агентства по обеспечению качества в образовании (НКАОКО, также IQAA) занял 12 место среди технических вузов Казахстана в 2008 году, 14 место в 2010 году, 12 место в 2011 году, 10 место в 2013 году, 9 место в 2015 году, 11 место в 2016, 2017 и 2018 году, 10 место в 2019 году.

## Известные выпускники
Известными выпускниками Карагандинского государственного индустриального университета были Серик Ахметов и бывший президент Нурсултан Абишевич Назарбаев.